# امیر ارسلان نامدار (فیلم ۱۳۳۴)
امیر ارسلان نامدار نام یک فیلم ایرانی به کارگردانی شاپور یاسمی و محصول سال ۱۳۳۴ می‌باشد.

## داستان
امیر ارسلان نامدار که شیفتهٔ فرخ لقا است در جستجوی او به فرنگ سفر می‌کند و با دو وزیر پطروس شاه روبرو می‌شود. ایکی از این وزیران به نام «شمس وزیر» یاری‌رسان و حامی اوست و آن دیگری به نامِ «قمر وزیر»، مخالف و دشمن اوست. امیرارسلان پس از پشت سرگذاشتنِ وقایعِ گوناگون،  سرانجام به وصالِ «فرخ‌لقا» می‌رسد.

## بازیگران
- ایلوش خوشابه
- روفیا
- محمد ابراهیم مفیدی
- حسین امیرفضلی
- حسین محسنی
- ابراهیم کوشان
- کوروش کوشان
- فرامرز معطر
- سهیلا سخن‌سنج